# Бури (Бразилия)
Бури (порт. Buri)  —  муниципалитет в Бразилии, входит в штат Сан-Паулу. Составная часть мезорегиона Итапетининга. Входит в экономико-статистический  микрорегион Итапева. Население составляет 20 071 человек на 2006 год. Занимает площадь 1 194,977 км². Плотность населения — 16,8 чел./км².
Праздник города —  25 января.

## История
Город основан в 1921 году.

## Статистика
- Валовой внутренний продукт на 2003 составляет 157.897.596,00 реалов (данные: Бразильский институт географии и статистики).
- Валовой внутренний продукт на душу населения на 2003 составляет 8.331,89 реалов (данные: Бразильский институт географии и статистики).
- Индекс развития человеческого потенциала на 2000 составляет 0,701 (данные: Программа развития ООН).

## География
Климат местности: субтропический. В соответствии с классификацией Кёппена, климат относится к категории Cfb.